# NGC 2746
NGC 2746 је спирална галаксија у сазвежђу Рис која се налази на NGC листи објеката дубоког неба.
Деклинација објекта је + 35° 22' 38" а ректасцензија 9h 5m 59,5s. Привидна величина (магнитуда) објекта NGC 2746 износи 13,2 а фотографска магнитуда 14,1. NGC 2746 је још познат и под ознакама UGC 4770, MCG 6-20-23, CGCG 180-32, KARA 298, IRAS 09028+3535, PGC 25533.